# Мари Дарийосек
Мари Дарийосек (на френски: Marie Darrieussecq) е френска преводачка и писателка на произведения в жанра драма.

## Биография и творчество
Мари Дарийосек е родена на 3 януари 1969 г. в Байон, регион Аквитания, Франция. Израства в Басусари, малко градче в района на баските. Още от малка се запалва по литературата и писането. През 1986 г. завършва с диплома по литература гимназията в Байон. Учи в подготвителни литературни класове в Лицея „Мишел-Монтене“ в Бордо и после в Лицея „Людовик Велики“ в Париж. В периода 1990 – 1994 г. следва в Екол нормал, а после и в Новата Сорбона. През 1997 г. защитава докторска дисертация в Университет „Дени Дидро“ на тема „Критични моменти в съвременната литература. Трагична ирония и автофикция в произведенията на Жорж Перек, Мишел Лерис, Серж Дубровски и Ерве Гибер“. След дипломирането си работи като преподавателка в Университета Лил-III.
Първият ѝ роман „Свинщини“ е издаден през 1996 г. В него описва вътрешния монолог на млада безработна жена, която поема работа в масажен салон и бавно се превръща в свиня заради работата си там като проститутка. Книгата е сатира на десните екстремисти, фанатиците от движението Нова епоха и прекомерната политическа коректност. Книгата става бестселър и я прави известен известна. След нея Дарийосек напуска работата си и се посвещава на писателската си кариера.
Всички произведения на писателката представят история за жени. Те често засягат теми табу, и по-специално тези, свързани с женската сексуалност.
Пише редовно за културни списания, както и за периодичните издания „Либерасион“ и „Шарли Ебдо“. Прави преводи на поезията на Овидий.
От януари 2007 г. е спонсор на асоциацията „Библиотеки без граници“, неправителствена организация, която има за цел да улесни достъпа до знания в развиващите се страни. През 2014 г. е назначена за член на Съвета за стратегически изследвания.
Мари Дарийосек живее със семейството си в Париж.

## Произведения

### Самостоятелни романи
- Truismes (1996)
Свинщини, изд.: ИК „Труд“, София (1999), прев. Красимир Мирчев
- Naissance des fantômes (1998)
- Le Mal de mer (1999)
- Précisions sur les vagues (1999)
- Bref séjour chez les vivants (2001)
- Le Bébé (2002) – автобиографична
Бебето, изд.: ИК „Колибри“, София (2006), прев. Силвия Вагенщайн
- White (2003)
- Simulatrix (2003)
- Claire dans la forêt suivi de Penthésilée, premier combat (2004)
- Le Pays (2005)
- Tom est mort (2007)
- Mrs Ombrella et les musées du désert (2007)
- Clèves (2011)
- Il faut beaucoup aimer les hommes (2013) – награда „Медиси“ и награда за литература
- Notre vie dans les forêts (2017)
- La Mer à l'envers (2019)

### Новели
- Zoo (2006)

### Пиеси
- Le Musée de la mer (2009)

### Документалистика
- Dans la maison de Louise (1998)
- Il était une fois… la plage (2000)
- Sculptures (2001)
- Illusion (2003)
- Do You Know What I Mean (2006)
- B2B2SP ()2008
- A Portrait of the Artist as a Young Mother (2011)
- Gisants (2013)
- Faire de son mieux (2013)